# Jean Du Bouchet
Pour les articles homonymes, voir Jean Bouchet et Bouchet.
 (juin 2024).
Si vous disposez d'ouvrages ou d'articles de référence ou si vous connaissez des sites web de qualité traitant du thème abordé ici, merci de compléter l'article en donnant les références utiles à sa vérifiabilité et en les liant à la section « Notes et références ».
Jean du Bouchet (ou Dubouchet) est un historiographe et généalogiste français, né en 1599 et mort le 15 mai 1684 à Paris. 

## Biographie
Jean du Bouchet est originaire du Broc, en Auvergne. Son père, Benoist du Bouchet, y  meurt le 2 juin 1633.
Jean est conseiller et maitre d'hôtel ordinaire du roi en 1661, et fut fait chevalier de l'Ordre du Roi.

## Œuvres
Jean du Bouchet a publié plusieurs ouvrages :
- 1645 - Histoire de la vie et faits de Louis de Bourbon
- 1646 - La véritable origine de la seconde et troisiesme lignée de la maison royale de France, justifiée par plusieurs chroniques
- 1661 - Histoire généalogique de la Maison royale de Courtenay
- 1682 - Table généalogique et historique des anciens vicomtes de la Marche, seigneurs d'Aubusson, etc. et ensuite celle de toutes les branches qui en sont descendues en ligne directe et masculine, et qui subsistent à présent depuis l'an DCCCLX (860)

## Pour approfondir